# Jean Francou
Jean Francou, né le 27 mai 1920 à Salon-de-Provenceet mort le 13 mars 2013 dans la même ville, est un homme politique français.

## Biographie

### Jeunesse et études
Fils de Raoul Francou, chef de la résistance locale de Salon-de-Provence, maire de la ville d'août 1944 à janvier 1948 (date de son décès), Jean Francou est l'aîné de dix enfants. 
Il fait ses études au Collège du Sacré-Cœur d'Aix-en-Provence, puis à la faculté de droit de l'Université d'Aix-Marseille.
Il exerce la profession de courtier en oléagineux.

### Parcours politique
Jean Francou est élu maire de Salon-de-Provence en octobre 1956 à l'âge de 36 ans et est réélu sans discontinuité jusqu'en mai 1989.
Durant ses mandats successifs, la population de la ville est passée de 17 500 habitants à 35 000 habitants. De nombreux quartiers nouveaux sont créés (Canourgues, Monaque, Bresson), notamment pour faire face à l'arrivée des Pieds Noirs, et à l'afflux de travailleurs sur la plateforme de Fos. Le centre-ville est entièrement rénové et de nombreux équipements structurant la ville sont construits.
Il est élu sénateur 26 septembre 1971 et conserve son mandat jusqu'au 1er octobre 1989. Il est longtemps rapporteur du budget des Sports.

## Affaire judiciaire
En 1995, il est condamné à 2 ans de prison avec sursis et 600 000 francs d'amende pour abus de confiance et détournement de fonds publics du Comité Communal d'Action Sociale (CCAS) pour une somme de 4,5 millions de francs. Ces sommes indûment perçues entre 1975 et 1982 sont entièrement restituées dès 1989,.